# Pacewicze (rejon mostowski)
Pacewicze (biał. Пацавічы; ros. Пацевичи) – agromiasteczko na Białorusi, w obwodzie grodzieńskim, w rejonie mostowskim, w sielsowiecie Piaski, przy drodze republikańskiej P50.
Znajduje się tu parafialna cerkiew prawosławna pw. Narodzenia Matki Bożej.

## Historia
W dwudziestoleciu międzywojennym miejscowość leżała w Polsce, w województwie białostockim, w powiecie wołkowyskim, w gminie Piaski. Obok wsi znajdował się wówczas obecnie nieistniejący majątek ziemski Pacewicze.
W miejscowości znajduje się pomnik upamiętniający dwunastu powstańców styczniowych, poległych w okolicy wsi.

## Urodzeni w Pacewiczach
- Maciej Kalenkiewicz – podpułkownik Wojska Polskiego
- Weronika Sebastianowicz – pułkownik Wojska Polskiego
- Hanna Surmacz – białoruska historyk